# Triforillonia costellae
Triforillonia costellae — вимерлий вид трилобозой (Trilobozoa), відкритий у 2000 році в Ньюфаундленді, Канада. Як і всі трилобозої, має трипроменеву симетрію. Щодо таксономії йде дискусія, інколи відносять до кнідарій.